# Opoboa
Opoboa este un gen de molii din familia Lymantriinae.